# جوسان

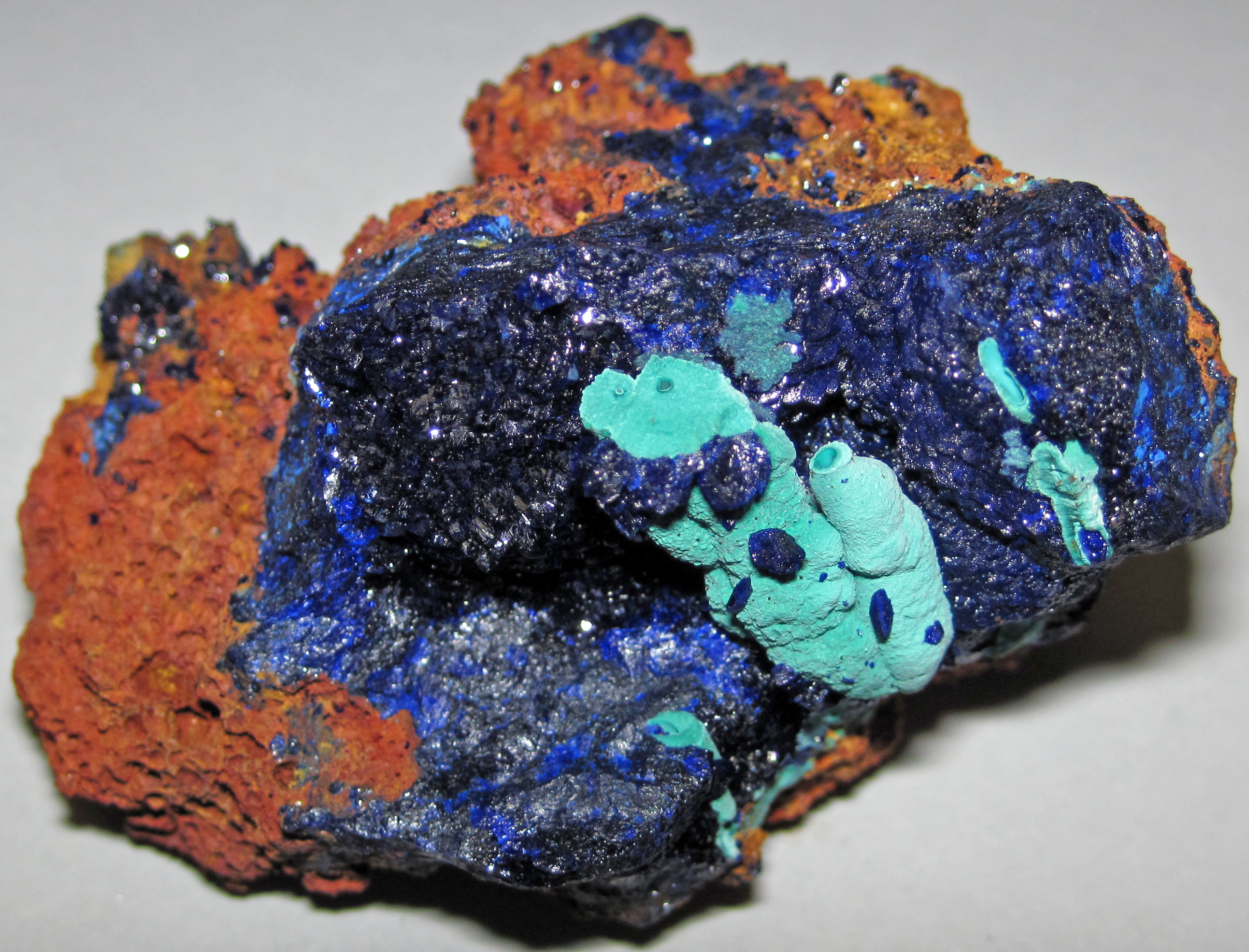
أزوريت - ملاكيت على جوسان من ولاية أريزونا

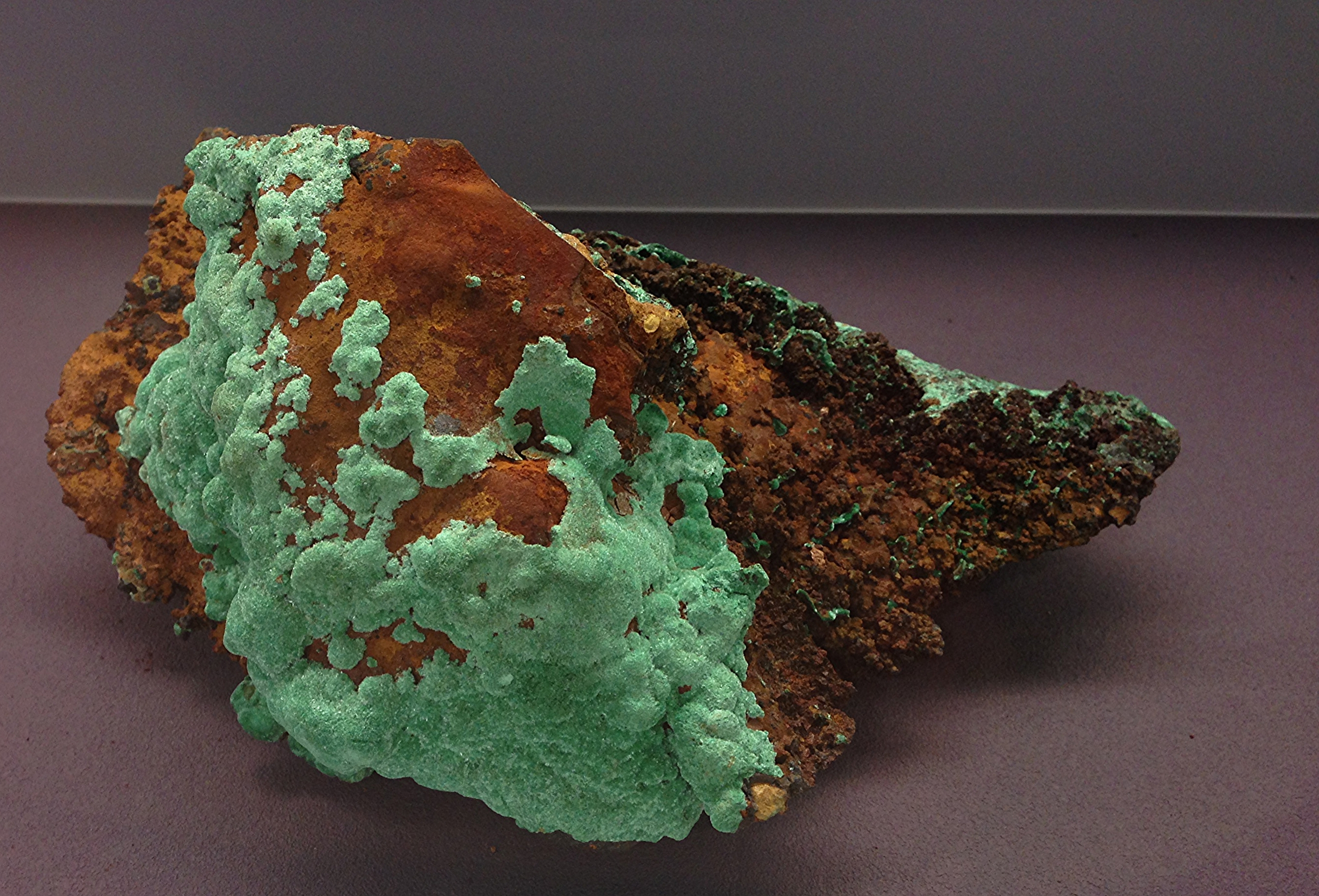
ملاكيت على جوسان من أستراليا

الجوسان (القبعة حديدية) (بالإنجليزية: Gossan)‏ هي صخور شديدة التأكسد والتجوية وعادة ما تكون الجزء العلوي والمكشوف من مناجم خام أو عرق جيولوجي معدني. بسبب تأكسده الشديد وتجويته فأن المتبقي من الجوسان يكون أكاسيد الحديد والكوارتز، وفي حالات أخرى، تتتواجد أكاسيد الكوارتز والحديد، والليمونيت، والجيوثايت، والجاروسيت، لتحل محل البيريت ومعادن الخام الأولية. وفي كثير من الأحيان، يظهر الجوسان على أنه «بقعة حمراء» على خلفية الصخور والتربة.
بسبب وفرة الحديد المؤكسد؛ قد يوجد الجوسان في مناطقة طوبوغرافية عديدة بسبب وفرة الكوارتز المقاوم للتآكل وأكاسيد الحديد. ومعظم الجوسان ذا لون أحمر وبرتقالي، أو أصفر، والجوسان الأسود يكون متحدا مع أكاسيد المنغنيز مثل البيرولوسيت، والمانجانيت، والبسيلوملين في شكل من رواسب المنغنيز المعدنية الغنية.
في القرنين التاسع عشر والعشرين، كان الجوسان أدلة مهمة لرواسب خامي الحديد والمنجنيز والتي يتعرف من خلالها المنقبون عن خامات المعادن. فيمكن للمنقب المتمرس قراءة القرائن في بنية الجوسان لتحديد نوع التمعدن المحتمل العثور عليه أسفل الغطاء الحديدي.

## التسمية
يبدو أن اسم جوسان يأتي من عامية عمال مناجم كورنيش. ومصطلح «قبعة حديدية» كان شائعا لدي عمال المناجم في أمريكا، ومترجمان " Eiserner Hut " أو " Eisenhut " الألمانيتين، وهو المستخدم أيضًا في أمريكا.

## فهرس
- جيلبرت، جون إم وتشارلز إف بارك جونيور (1986) جيولوجيا رواسب الخام، دبليو إتش فريمان، ص 799-830، (ردمك 0-7167-1456-6)